# Livermore, Maine
Livermore är en kommun (town) i Androscoggin County i Maine. Vid 2010 års folkräkning hade Livermore 2 095 invånare.

## Kända personer från Livermore
- Timothy O. Howe, politiker och jurist
- Cadwallader C. Washburn, politiker
- Israel Washburn, politiker
- William D. Washburn, politiker
- Elihu B. Washburne, politiker och diplomat